# Деккер, Мишель
Мишель Деккер (нидерл. Michelle Dekker; род. 18 марта 1996, Зутермер, Южная Голландия) — нидерландская сноубордистка, выступающая в параллельных дисциплинах, бронзовый призёр чемпионата мира 2025 года, победительница и призёр этапов Кубка мира. Участница зимних Олимпийских игр 2014, 2018 и 2022 годов.

## Карьера
Мишель дебютировала на этапах Кубка мира в декабре 2012 года.
В 2014 году приняла участие в зимних Олимпийских играх в Сочи. В параллельном слаломе стала 19-й, а в гигантском слаломе 22-й.
В 2015 году дебютировала на чемпионате мира, который проходил в австрийском Крайшберге. В слаломе была 23-й, в гигантском слаломе стала 25-й.
В 2018 году на Олимпийских играх в Пхёнчхане в гигантском слаломе заняла итоговое 17-е место.
На зимних Олимпийских играх в Пекине в параллельном гигантском слаломе стала 4-й, уступив в борьбе за бронзу Глории Котник из Словении.
В 2025 году на чемпионате мира по сноуборду завоевала бронзовую медаль в параллельном слаломе. В параллельном гигантском слаломе стала 11-й.

## Результаты на крупнейших соревнованиях

### Зимние Олимпийские игры
| Олимпийские игры | Параллельный слалом | Параллельный гигантский слалом |
| ---------------- | ------------------- | ------------------------------ |
| 2014 Сочи        | 19                  | 22                             |
| 2018 Пхёнчхан    | н/д                 | 17                             |
| 2022 Пекин       | н/д                 | 4                              |